# Carl-Benz-Stadion
Het Carl-Benz Stadion is een voetbalstadion in de Duitse stad Mannheim en ligt in het stadsdeel Oststadt. Het stadion is volledig overdekt en biedt plaats aan 27.000 toeschouwers (waarvan 15.000 zitplaatsen). Het werd geopend in 1994. Vaste bespeler is de 3. Liga voetbalclub SV Waldhof Mannheim.
Het stadion ligt vlak bij het Rhein-Neckar-Stadion van VfR Mannheim en werd vernoemd naar Carl Benz, pionier in de automobielindustrie. Op de plaats van het stadion stond het in 1927 geopende Stadion Mannheim. Dit stadion had ook een atletiekbaan en bood plaats aan 35.000 toeschouwers. In 1963 werd de naam van het stadion Rhein-Neckar-Stadion. Enkele jaren later werd er een stadion met dezelfde naam gebouwd voor VfR Mannheim. In 1992 werd het stadion afgebroken om plaats te maken voor het nieuwe stadion.
Er mogen jaarlijks slechts 27 wedstrijden gespeeld worden in het stadion, dus het stadion kan niet gedeeld worden tussen twee clubs. Europese wedstrijden vallen hierbuiten, deze regeling werd genomen toen Waldhof in 2001 kans maakte op promotie naar de Bundesliga. De stad Mannheim heeft ook bepaald dat het stadion ter beschikking staat van de club uit Mannheim die in de hoogste competitie speelt, tot dusver was dat altijd Waldhof. Er werden in het stadion ook al twee interlands speeld, in 1996 tegen Liechtenstein en in 1998 tegen Luxemburg.
In 2008 speelde TSG 1899 Hoffenheim negen wedstrijden van de heenronde in het stadion om zo het eigen stadion speelklaar te maken voor de Bundesliga. Hiervoor werd een videowand geïnstalleerd die 400.000 euro kostte en er werd verder nog voor 600.000 euro geïnvesteerd in het stadion. Kosten werden door de stad Mannheim gedragen in een sponsordeal met Daimler AG.
Allianz Arena (FC Bayern München) ·
BayArena (Bayer Leverkusen) ·
Borussia-Park (Borussia Mönchengladbach) ·
Deutsche Bank Park (Eintracht Frankfurt) ·
Europa-Park Stadion (SC Freiburg) ·
Holstein-Stadion (Holstein Kiel) ·
Mewa Arena (1. FSV Mainz 05) ·
MHPArena (VfB Stuttgart) ·
Millerntor-Stadion (FC St. Pauli) ·
Red Bull Arena (Leipzig) (RB Leipzig) ·
Rhein-Neckar-Arena (TSG 1899 Hoffenheim) ·
Signal Iduna Park (Borussia Dortmund) ·
Alte Försterei (1. FC Union Berlin) ·
Volkswagen-Arena (VfL Wolfsburg) ·
Voith-Arena (1. FC Heidenheim 1846) ·
Vonovia Ruhrstadion (VfL Bochum) ·
Weserstadion (Werder Bremen) ·
WWK ARENA (FC Augsburg)
Donaustadion (SSV Ulm 1846) ·
Eintracht-Stadion (Eintracht Braunschweig) ·
Fritz-Walter-Stadion (1. FC Kaiserslautern) ·
Heinz-von-Heiden-Arena (Hannover 96) ·
Home Deluxe Arena (SC Paderborn 07) ·
Jahnstadion Regensburg (Jahn Regensburg) ·
Max-Morlock-Stadion (1. FC Nürnberg) ·
MDCC-Arena (1. FC Magdeburg) ·
Merkur Spiel-Arena (Fortuna Düsseldorf) ·
Olympiastadion (Hertha BSC) ·
Preußenstadion (SC Preußen Münster) ·
RheinEnergieStadion (1. FC Köln) ·
Sportpark Ronhof (SpVgg Greuther Fürth) ·
Stadion am Böllenfalltor (SV Darmstadt 98) ·
Ursapharm-Arena an der Kaiserlinde (SV Elversberg) ·
Veltins-Arena (Schalke 04) ·
Volksparkstadion (HSV) ·
Wildparkstadion (Karlsruher SC)
Audi-Sportpark (FC Ingolstadt 04) ·
Brita-Arena (SV Wehen Wiesbaden) ·
Carl-Benz-Stadion (SV Waldhof Mannheim) ·
DDV-Stadion (Dynamo Dresden) ·
Erzgebirgsstadion (FC Erzgebirge Aue) ·
Hardtwaldstadion (SV Sandhausen) ·
LEAG Energie Stadion (Energie Cottbus) ·
Ludwigsparkstadion (1. FC Saarbrücken) ·
Ostseestadion (Hansa Rostock) ·
SchücoArena (DSC Arminia Bielefeld) ·
Sportclub Arena (SC Verl) ·
Sportpark Höhenberg (FC Viktoria Köln 1904) ·
Sportpark Unterhaching (SpVgg Unterhaching) ·
Stadion an der Bremer Brücke (VfL Osnabrück) ·
Stadion an der Hafenstraße (Rot-Weiss Essen) ·
Stadion Rote Erde (Borussia Dortmund II) ·
Städtisches Stadion an der Grünwalder Straße (TSV 1860 München) ·
Tivoli (Alemannia Aachen) ·
WIRmachenDRUCK Arena (VfB Stuttgart II)